# Roccaromana
Roccaromana ist eine italienische Gemeinde (comune) in der Provinz Caserta in Kampanien. Sie ist Bestandteil der Comunità Montana Monte Maggiore. Die Gemeinde liegt etwa 23,5 Kilometer nordnordwestlich von Caserta an den Monti Trebulani.